# Kienheim
Kienheim es una localidad y comuna francesa, situada en el departamento de Bajo Rin en la región de Alsacia.
| 173 | 175 | 203 | 516 | 538 | 519 |
| Para los censos de 1962 a 1999 la población legal corresponde a la población sin duplicidades (Fuente: INSEE [Consultar]) |     |     |     |     |     |